# هوزوم
هوزوم (به آلمانی: Husum) شهری در شمال ایالت شلسویگ-هولشتاین آلمان است. این شهر جزء شمالی‌ترین شهرهای آلمان محسوب می‌شود. از نظر آب و هوایی نیز در منطقه‌ای با آب و هوای ساحلی و مرطوب واقع شده‌است.

## خصوصیات
هوزوم ۲۲٬۳۳۸ نفر جمعیت دارد و شهرهای اشچیانکا، کیدرمینستر و هایلباد هایلیگن‌اشتات خواهرخوانده‌های هوزوم هستند.